# Capo Laura
Capo Laura è un punto notevole di un promontorio ad Est della Terra di Nord Est (Nordaustlandet), un'isola a Nord-Est delle Isole Svalbard.

## Descrizione
Capo Laura è un promontorio roccioso sul lato orientale della Orvin Land (Austfonna) dell'isola Terra di Nord-Est (Nordaustlandet), dell'Arcipelago delle Isole Svalbard.
La zona è costituita da sperone di roccia nuda che si estende per 2 miglia ad Est e per 3 miglia a Sud, formando l'estremità più ad Est della Terra di Nord-Est (Nordaustlandet).
Di fronte si trova la piccola isola di Sucaiøya, che fu visitata dalla stessa spedizione Gianni Albertini nel 1929 da una Sezione Universitaria del Club Alpino Italiano.
L'isola maggiore di Storøya si trova a Est-Nord-Est di fronte alla distanza di circa 5 miglia nautiche; lo stretto lì presente prende il nome di Storøysundet.
Le correnti di marea sempre presenti nello stretto tra Capo Laura e l'isola di Storøya raggiungono la velocità media di circa 4 nodi.
Alle spalle di Capo Laura sono presenti le scogliere del ghiacciaio del Leighbreen che si estendono per 10 miglia fino a Kapp Leigh Smith, e poi per 4 miglia a Sud.

## Denominazione
Nel corso delle generali esplorazioni artiche italiane, l'Ingegner Gianni Albertini, già celebre alpinista del CAI, si spinse in particolare nell'esplorazione dell'area settentrionale della Terra di Nord-Est (Nordaustlandet).
La spedizione giunse all'estremo Nord-Est dell'isola ed i gruppi al seguito stazionarono nel promontorio, il cui estremo prese il nome di Capo Laura, così dedicato in onore alla madre di Albertini.
Gianni Albertini ripercorrerà quelle stesse aree geografiche nel 1928 per partecipare alle ricerche degli uomini della spedizione artica del Generale Umberto Nobile.
Il 22 Giugno 1929, Albertini fu di nuovo a capo di una spedizione artica alla ricerca dei resti del Dirigibile Italia, e dei membri perduti della spedizione Nobile, e fissò la propria base proprio a Capo Laura.